# Strongygaster californica
Strongygaster californica är en tvåvingeart som först beskrevs av Townsend 1908.  Strongygaster californica ingår i släktet Strongygaster och familjen parasitflugor. Inga underarter finns listade i Catalogue of Life.